# Babes in Toyland (gruppo musicale)
Babes in Toyland è stato un gruppo musicale alternative rock fondato nel 1987 e attivo fino al 2001, poi di nuovo dal 2014 al 2020.

## Storia
La band si forma nel 1987 a Minneapolis, quando Kat Bjelland incontra la batterista Lori Barbero ad un barbecue. L'una è chitarrista autodidatta, l'altra priva di preparazione musicale, ma con una passione per Alice Cooper, Patti Smith, The Damned e il punk della West Coast.
(Lori Barbero)
(Kat Bjelland)

Inizialmente, la formazione annovera anche Kris Holetz al basso e Cindy Russell alla voce. Dopo un fugace avvicendamento con Courtney Love, amica di Bjelland, a Kat e Lori si aggiunge Michelle Leon al basso. La scena di Minneapolis è, nei ricordi della band, molto unita e stimolante. Le prime esibizioni nel circuito locale di Minneapolis catturano l'attenzione della critica locale, che segue l'evoluzione della band:
(Jon Bream)

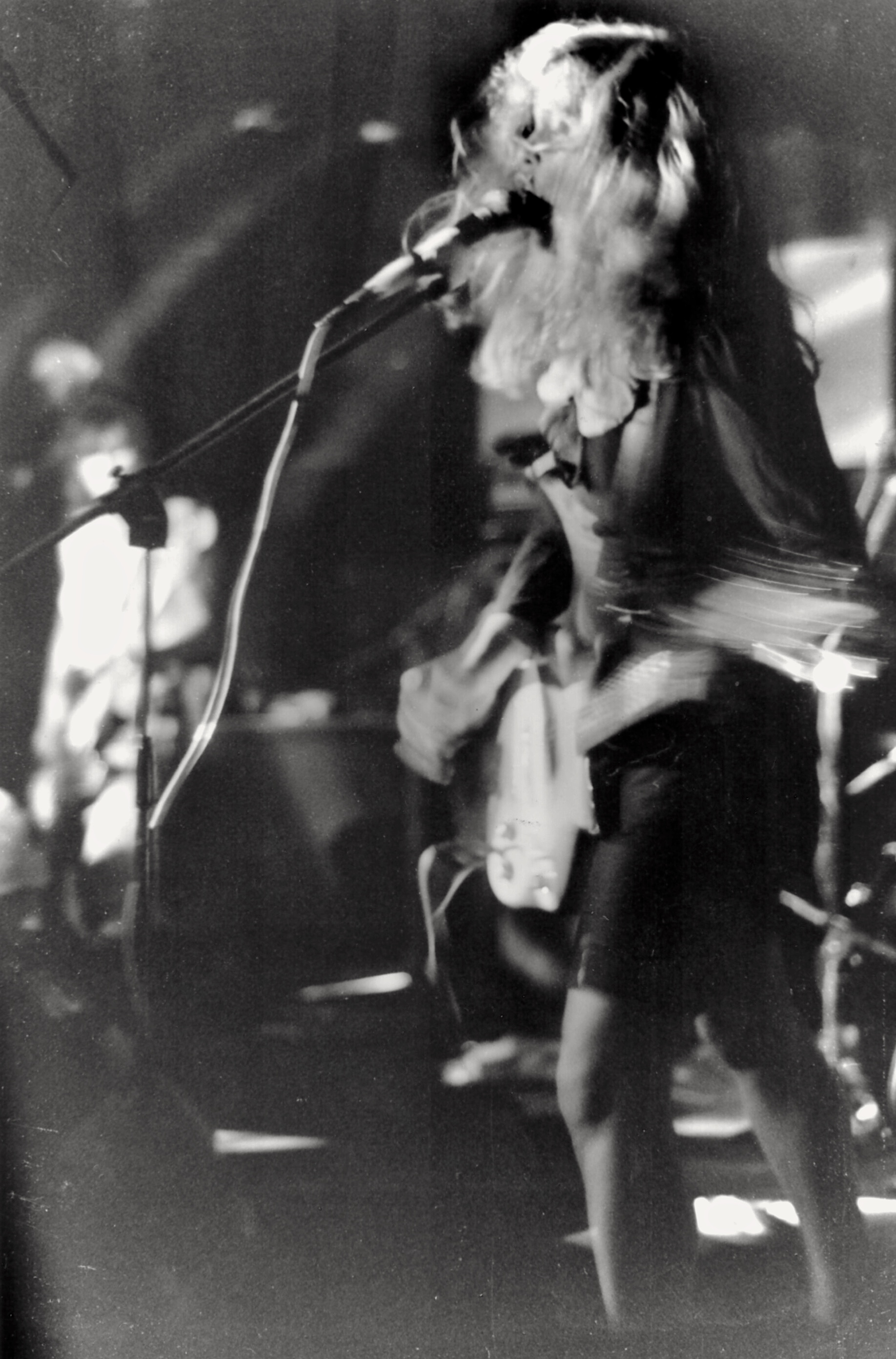
Kat Bjelland dal vivo a Parigi nel 1991

Al primo singolo Dust Cake Boy (Sub Pop, 1989) segue l'album di debutto, Spanking Machine (Twin/Tone Records, 1990) prodotto da Jack Endino e registrato ai Reciprocal Recording Studios di Seattle. L'album ottiene ottime recensioni e cattura l'attenzione di Thurston Moore dei Sonic Youth, che invita la band come supporter del tour europeo di Goo, durante il quale viene girato il documentario 1991: The Year Punk Broke 
John Peel, celebre conduttore radiofonico della BBC, si dichiara fin dall'inizio grande fan della band: è il primo a trasmettere un loro singolo in UK, definisce il loro concerto a Bedford uno dei migliori della sua vita e l'album Spanking Machine il suo album preferito del 1990.
(John Peel)
Il sostegno di Peel contribuisce al successo della band in UK: l'EP To Mother (1991) conquista la prima posizione della UK Indie Chart e la mantiene per dieci settimane.
Dopo il tour, mentre la band si appresta a registrare il secondo disco, la bassista Leon lascia la band dopo la morte del suo compagno Joe Cole, rimasto ucciso in una rapina. Subentra Maureen Herman, con cui la band registra il secondo album, Fontanelle (Reprise Records, 1992). Prodotto da Lee Ranaldo e registrato tra il Minnesota e New York, è considerato uno dei migliori album alternative rock degli anni Novanta. Il singolo di traino è Bruise violet, del quale viene girato un video nel loft newyorkese dell'artista Cindy Sherman, grande fan della band, che vi appare come sosia di Bjelland.
Nel 1993 viene pubblicato Painkillers, che contiene alcune tracce scartate dalle session di Fontanelle (Laredo, Angel Hair), ed un live su traccia unica chiamato Fontanellette.
Le Babes in Toyland passano su major (Reprise Records) e pubblicano nel 1995 l'album Nemesisters, non implacabile come il precedente, ma più improntato sulla sperimentazione sia musicale sia linguistica. I singoli di maggior successo sono Sweet 69 e We Are Family, una cover delle Sisters Sledge.
Nel 1996 Maureen Herman lascia per motivi di salute, e il gruppo perde il contratto discografico. Durante il tour del 1996 viene sostituita dalla bassista Dana Cochrane. Nel 1997 Michelle Leon si riunisce al gruppo per un breve periodo.
Nel 1998 il gruppo si scioglie.
Nel 2000 Kat Bjelland e Lori Barbero, accompagnate da una giovane bassista, Jesse Farmer, si riuniscono per un tour. L'ultima data viene annunciata per il 21 novembre 2001. Questo concerto viene registrato e pubblicato con il titolo Minneapolism. Nel frattempo la Bjelland ha formato un nuovo gruppo, Katastrophy Wife, ha avuto un figlio e si è trasferita nel Regno Unito.
Nel 2002 vengono annunciate nuove date sotto il nome Babes in Toyland. La reunion non è però autorizzata da Lori Barbero, che incolpa la Bjelland di aver sfruttato il nome del gruppo per proporsi con una nuova formazione. Dal canto suo Kat Bjelland considera l'accaduto come un equivoco. Sotto la minaccia del ricorso a vie legali, le Babes si sciolgono definitivamente nel 2002.
Nell'agosto 2014 il gruppo si ricostituisce, ma già l'anno successivo Maureen Herman annuncia il suo abbandono, venendo sostituita al basso da Clara Salyer. Nel 2020 Lori Barbero annuncia che il gruppo è nuovamente sciolto.

## Formazione

### Ultima formazione
- Kat Bjelland – voce, chitarra (1987-2001/2014-2020)
- Lori Barbero – batteria (1987-2001/2014-2020)
- Clara Salyer – basso (2015-2020)

### Ex componenti
- Michelle Leon – basso (?-1991)
- Dana Cochrane – basso (?-?)
- Jessie Farmer – basso (?-2001)
- Margaret Dunne – ? (?-?)
- Maureen Herman – basso (1992-1996/2014-2015)

## Discografia

### Album in studio
- 1990 – Spanking Machine
- 1992 – Fontanelle
- 1997 – Nemesisters

### Album dal vivo
- 2001 – Minneapolism

### Raccolte
- 1994 – Dystopia
- 2000 – Lived-Devil-Viled
- 2004 – The Best of Babes in Toyland and Kat Bjelland

### EP
- 1991 – To Mother
- 1992 – The Peel Sessions
- 1993 – Painkillers

### Singoli
- 1989 – Dust Cake Boy
- 1990 – House
- 1992 – Bruise Violet
- 1993 – Catatonic/Death, Agonies & Screams (split con Poison Idea)

## Filmografia

### Partecipazioni
- 1991: The year punk broke , regia di David Markey (1992) - documentario
- VH1 News Special: Grunge (2001) - documentario
- Not Bad for a Girl, regia di Lisa Rose Apramian (1995) - documentario

### Colonna sonora
- Beavis and Butt-head - serie animata, episodi 2x06 e 5x14 (1993-1994)
- Rebel Highway - serie televisiva (1994)
- S.F.W. - So Fucking What (S.F.W.), regia di Jefery Levy (1994)
- Not Bad for a Girl, regia di Lisa Rose Apramian (1995) - documentario
- Mary Jane's Not a Virgin Anymore, regia di Sarah Jacobson (1996)
- All Over Me, regia di Alex Sichel (1997)